# Katja Jazbec
Katja Jazbec, slovenska alpska smučarka, * 8. januar 1988. 
Jazbec je bila članica kluba ASK Kranjska Gora. Nastopila je na svetovnih mladinskih prvenstvih v letih 2005, 2007 in 2008, svojo najboljšo uvrstitev je dosegla leta 2005 z 11. mestom v slalomu. V svetovnem pokalu je tekmovala pet sezon med letoma 2007 in 2012. Debitirala je 29. decembra 2007 na slalomu v Lienzu. Skupno je v svetovnem pokalu nastopila na enajstih tekmah, osmih slalomih, dveh veleslalomih in enem  superveleslalomu, nikoli pa se ni uvrstila med dobitnice točk. V sezoni 2006/07 je postala slovenska državna prvakinja v slalomu.